# Крабат
Krabat (на немски: Krabat) е герой от фолклора на лужишките сърби (лужичаните), главен герой от приказки за ученика на магьосника. Няма единна версия за произхода и авторството на легендата за Крабат.

## Фолклорни версии

### Лужишка версия
Във фолклора на лужичаните, живеещи между Елба, Одер и Ниса, Крабат е селянин, попаднал под властта на зъл магьосник, когото побеждава с помощта на магии от собствената му вълшебна книга. За разлика от учителя си, Крабат е добър и помага на селяните с магиите си.
Според други източници Крабат е историческа личност, хърватин по рождение — Йохан Шадовице. Той е войник с чин полковник в армията на саксонския курфюрст Август, който му предоставя имението Грос-Серхен през 1691 г. за заслуги във войната срещу турците.

### Немска версия
В немската версия легендите за Фауст и Крабат са тясно преплетени. Подобно на Фауст, Крабат използва свръхестествени сили не само за своя полза, но и в помощ на хората от народа. С помощта на магия той прави земята по-плодородна, отводнява блата и се бори със засушаванията. Крабат не забравя и за курфюрста Август: често му оказва помощ и не се бои да му посочва грешките.

## Съвременни интерпретации
Легендата за Крабат е вдъхновила множество съвременни писатели. Сред първите автори на XX век, посветили му творби, са лужишкият писател Мерчин Новак-Нехорнски с романа си Миштер Крабат, написан на лужишки език през 1954 г. Романът е издаден в превод на български език (Майстор Крабат) през 1985 г.
Най-голяма известност на Крабат донася творбата на германката Отфрид Пройслер, която през 1971 г. публикува приказната повест „Крабат, или легенди за старата мелница“.
Легендата за Крабат има и четири екранни версии:
- Die schwarze Mühle — филм от ГДР въз осова на повестта на Юрий Брежан.
- Čarodějův učeň — чехословашки филм от 1977 г.
- „Крабат, чиракът на магьосника“.
- Der Siebente Rabe („Седмият гарван“) — анимационен филм от 2011 г. от Йорг Херман.